# 데일 스웨임
데일 스웨임(1963년 11월 23일 ~)은 메이저리그의 전 야구 선수이자, 현재 캔자스시티 로열스의 벤치 코치다.